# Casal de Mont-ros
El Casal de Mont-ros és una obra de Sant Joan les Fonts (Garrotxa) inclosa a l'Inventari del Patrimoni Arquitectònic de Catalunya.

## Descripció

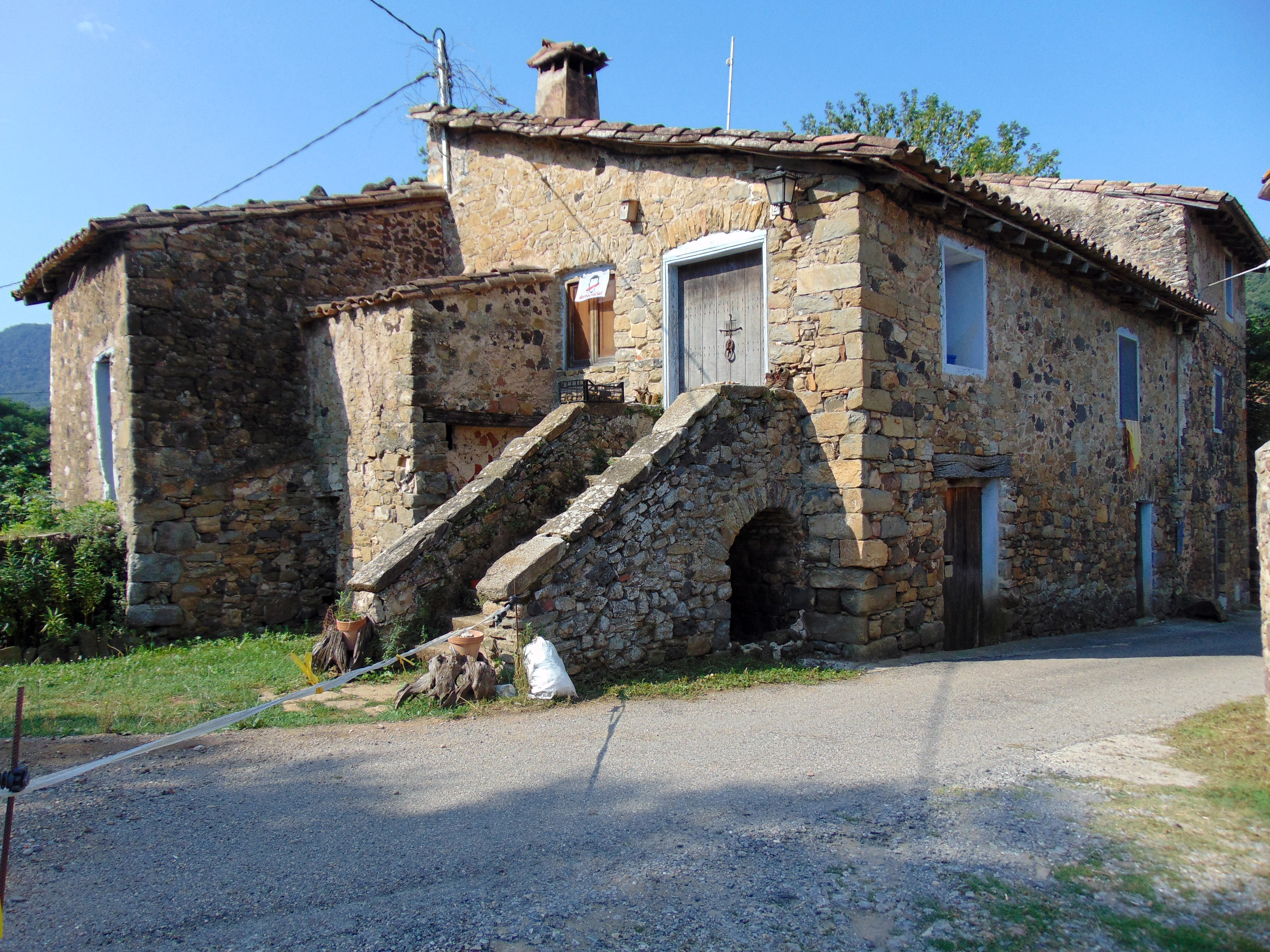
Façana nord

Està situat al pla de Begudà, prop de l'església parroquial de Santa Eulàlia, juntament amb la Rectoria i Ca l'Escolà. És de planta rectangular, formada per diferents cossos. El primitiu és el de la façana nord, de pedra volcànica i poques obertures, i el teulat a una vessant. Després, s'amplià pel costat sud en dues etapes; disposa de planta i pis i golfes amb quatre badius; els carreus estan molt ben tallats als angles i les obertures disposen d'arcs de llibre. El teulat és a dues aigües, format per cairats, cabirons, llates i teules posades a salt de garsa. Una altra porta que accedia directament al primer pis demostra que la casa fou habitada per diverses famílies.

## Història
La casa de Mont-ros està situada al pla de Begudà, prop de l'església parroquial de Santa Eulàlia. Segurament aquest mas fou fundat per la família del castell de Mont-ros, en termes pertanyents al directe domini dels monjos de Sant Joan les Fonts. Francesc Caula, va trobar els següents hereus: Dalmau de Mont-rós (1414), i Jaume Mont-rós, procurador síndic de la Universitat de Begudà (l'any 1563). El mas Mont-rós pertanyia, l'any 1751, a Pera Llovera, d'Argelaguer.